# Ngolebomo
Ngolebomo est un village du Cameroun situé dans la région du Centre, le département du Nyong-et-Mfoumou et la commune d'Ayos.

## Population
En 1961, Ngolebomo comptait 176 habitants, principalement des Omvang. Lors du recensement de 2005, on y dénombrait 240 personnes.